# قرنشو
قرنشو أو قرانشو إحدى قرى مركز بسيون التابع لمحافظة الغربية بجمهورية مصر العربية.

## التاريخ
هي قرية قديمة وردت باسم قرنشو في التحفة من أعمال الغربية ثم وردت في تاريخ 1228هـ/1813م الذي عدّ قرى مصر بعد المسح الذي قام به محمد علي باشا باسم «قرانشو». كما ورت في كتاب الانتصار باسم قريسو وباسم قرنتو في كتاب الخطط التوفيقية لعلي مبارك باشا.

## الاقتصاد
تنتج القرية الفحم النباتي وهي الأولى على محافظة الغربية في إنتاجه، فقد كان بها 70 مكمورة لإنتاج الفحم النباتي في عام 2017، يشتغل في هذه الصناعة الكثير من أبناء القرية والقرى المجاورة لها بسبب البطالة، تضر هذه الصناعة بمن يعمل فيها وبسكان القرية وبالمزروعات ويزيد الوضع سوء أن هذه الحرفة غير مقننة.

## السكان
بلغ عدد سكان قرنشو 14,721 نسمة حسب تقدير عام 2018.
| السنة  | 1882 | 1897 | 1907 | 1927 | 1947 | 1960 | 1976 | 1986 | 1996   | 2006   | 2018   |
| ------ | ---- | ---- | ---- | ---- | ---- | ---- | ---- | ---- | ------ | ------ | ------ |
| القرية | 2848 | 2797 | 2023 | 4747 | 5241 | 6147 | 7228 | 9152 | 11,517 | 13,364 | 14,721 |